# هولولا

موقع هولـّولا.

شعار هولـّولا.

هولـّولا (بالفنلندية: Hollola) مدينة فنلندية. تقع في إقليم بايات هامي. يبلغ عدد قاطنيها 22.022 ساكن، ويغطي نطاقها البلدي مساحة قدرها 531,84 كيلومتر مربع منها 68,66 ماء. وتبلغ الكثافة السكانية 47,42 نسمة في كيلومتر مربع.
البلدية أحادية اللغة وهي الفنلندية.
هولولا لديها أعلى هيكل في فنلندا، وهو برج تلفزيون تيريسما.
مــِـسـّيلا منتجع ذو شعبية في هولولا. هناك يمكن ممارسة التزلج الريفي، التزلج على المنحدرات، الترحل على الأقدام ولعب الغولف. يوجد فندق وموقع للتخييم في مــِـسـّيلا. تقع مــِـسـّيلا على ضفاف بحيرة فيسيارفي.

## توأمة
لهولولا اتفاقيات توأمة مع كل من:
- Arboga Municipality [الإنجليزية]‏
- نوركاب
- Ebeltoft [الإنجليزية]‏

## وصلات خارجية
- بلدية هولولا – الموقع الرسمي